# Delphinium ochroleucum
Delphinium ochroleucum är en ranunkelväxtart som beskrevs av John Stevenson och Dc.. Delphinium ochroleucum ingår i släktet storriddarsporrar, och familjen ranunkelväxter. Inga underarter finns listade i Catalogue of Life.